# Brouwerij Ultra
Brouwerij Ultra of Brouwerij De Zwaan of Brouwerij Heughebaert is een voormalige brouwerij gelegen in dobbelslot 14 te Gent en was actief van 1834 (stokerij) en van 1964. 

## Geschiedenis
Het ontstaan van brouwerij Ultra is bij brouwerij "De Zwaan" dat in 1834 werd opgericht door de Wwe B. De Ronne. Deze lag langs een doodlopende steeg (Herodeszak). Bij uitbreiding van de brouwerij die toen reeds Brouwerij Heughebaert heette werd de steeg ingenomen en als doorgang in de brouwerij gebruikt. 

## Gebouwen
Links van de toegang staat het oudste gedeelte bestaande uit twee bouwlagen met ene zadeldak. Vermoedelijk was dit een opslagplaats met enkele aanpalende arbeidershuisjes
Aan de oostzijde was de brouwzaal vernieuwd in 1920 in beton maar volgens het oorspronkelijk grondplan. 
In het tarppenhuis naast de brouwzaal kan men in het strucwerk het embleem van de brouwerij aantreffen; een zwaan. 
In het zuiden staan andere bedrijfsgebouwen waaronder de bottelarij en gistingszalen daterend van begin 20ste eeuw. 
Achter de brouwzaal bevinden zich stappelruimtes gestaande uit betonconstructie en een uit  vakwerkliggers bestaand platdak. Deze constructie dateert van rond 1920 en beslaat zeven bouwlagen. 
Een torengebouw uit 1925 met machinekamer staat op de plaats van de steeg. 